# Articulation acromio-claviculaire
L'articulation acromio-claviculaire est l'articulation de la ceinture pectorale qui unit la scapula au niveau de l'acromion à la clavicule.

## Structure

### Type
L'articulation acromio-claviculaire est une articulation synoviale plane.

### Surfaces articulaires
La surface articulaire distale est portée par la scapula : la facette articulaire claviculaire de la scapula située sur l'acromion. C'est une surface plane ovalaire à grand axe horizontal orienté en bas et en dedans.
La surface articulaire proximale est portée par la clavicule : la facette acromiale de la clavicule qui répond à la facette articulaire claviculaire de la scapula.
Dans 60% des cas, les deux facettes articulaires sont séparées par un disque articulaire.

#### Variations
L'orientation de la facette articulaire claviculaire de la scapula est variable, elle est en bas en dedans pour la moitié des individus, mais elle peut être vertical (20% des individus) et parfois en bas et en dehors.
Et pour 20% des individus, les surfaces ne sont pas congruentes.

### Moyens d'union
L'articulation acromio-claviculaire est maintenue par une capsule articulaire. Celle-ci est renforcée par des épaississements sur chaque face formant quatre ligaments intrinsèques :
- le ligament acromio-claviculaire supérieur,
- le ligament acromio-claviculaire inférieur,
- le ligament acromio-claviculaire postérieur,
- le ligament acromio-claviculaire antérieur.

Les deux faisceaux perpendiculaires du ligament coraco-claviculaire, séparés par une bourse séreuse, forment deux ligaments extrinsèques :
- le ligament conoïde,
- le ligament trapézoïde.

## Vascularisation
L'articulation est vascularisée par les branches de l'artère thoraco-acromiale issue de l'artère axillaire.

## Innervation
L'articulation est innervée par des branches du plexus brachial.

## Anatomie fonctionnelle
L'articulation acromio-claviculaire est une articulation plane à 3 axes :
- axe vertical permettant un mouvement de bâillement limité d'avant en arrière,
- axe antéro-postérieur permettant un mouvement de bâillement vers le haut et le bas,
- axe longitudinal passant par l'articulation et l'articulation sterno-claviculaire permettant une rotation antérieure et postérieure de la clavicule.

## Aspect clinique

### Luxation acromio-claviculaire

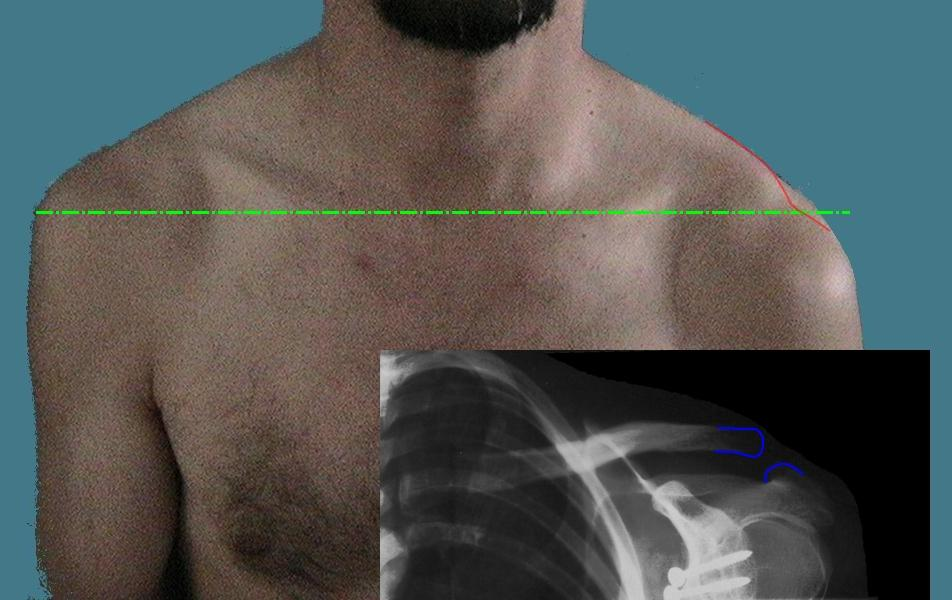
Luxation acromioclaviculaire

Il existe plusieurs stades de luxation acromio-claviculaire. Différents auteurs ont proposé des classifications. En France Patte a décrit les luxations acromio-claviculaires en 4 stades.
- Stade 1 : entorse simple, lésion partielle des ligaments sans instabilité de la clavicule.
- Stade 2 : les ligaments acromio-claviculaires sont distendus mais pas rompus. Discrète mobilité de la clavicule « en touche de piano » (mobilité verticale), sans aucune mobilité antéro-postérieure.
- Stade 3 : luxation acromio-claviculaire complète avec rupture complète des ligaments acromio-claviculaires et coraco-claviculaires. Déformation visible de l'épaule avec saillie importante de l'extrémité externe de la clavicule, que l'on peut réduire pas simple pression (« touche de piano »). Il existe aussi une mobilité antero-postérieure anormale.
- Stade 4 : idem au stade 3 avec une rupture de la chape delto-trapézienne et saillie de la clavicule sous la peau.

Dans la littérature anglosaxone, la classification de Rockwood en 6 stades est préférée.